# Jan Šebestík
Jan Šebestík (* 9. ledna 1931, Uherské Hradiště) je československý filozof vědy.

## Život
V letech 1950–1954 studoval filozofii a literární vědu v Bratislavě na Univerzitě Komenského. V letech 1954–1956 pracoval jako asistent ve Filozofickém ústavu Slovenské akademie věd. V roce 1956 emigroval do Německa. Od roku 1957 má trvalý pobyt ve Francii, kde dosud žije. Studoval na Sorbonně v Paříži filozofii, dějiny vědy, matematiku a fyziku. V roce 1959 získal licenci z filozofie a od 1963 se stal vědeckým pracovníkem Národního střediska vědeckého výzkumu v Ústavu pro dějiny vědy a techniky (C.N.R.S). Naposledy zde vykonával funkci ředitele výzkumu. V roce 1974 získal ve Francii státní doktorát za práci Bolzanovo dílo logické a matematické (vyšlo přepracováno roku 1992).
Současně učil na různých univerzitách (Paříž IV, Paříž XII, Paříž I, jeden rok na univerzitě Laval v Quebeku, tři roky na univerzitě v Tunisu), absolvoval studijní pobyty na Claremont Graduate School v Kalifornii, několikrát na kalifornské univerzitě v Berkeley, na univerzitě v Hongkongu, Praze a j.

## Oblasti vědecké práce
1. Dějiny logiky a matematiky, především dílo B. Bolzana
2. Filozofie ve střední Evropě
3. Dějiny technologie (vědy o technických procesech) od 17. do 19. století

## Ocenění
- Sartonova medaile (Univerzita Gent 1990)
- Cena Jeana Cavaillèse za knihu Logique et mathématique chez Bernard Bolzano (1995)
- Zlatá medaile Slovenské akademie věd za celoživotní dílo (2018)